# Păușești-Măglași (gmina)
Păușești-Măglași – gmina w Rumunii, w okręgu Vâlcea. Obejmuje miejscowości Coasta, Pietrari, Păușești-Măglași, Ulmețel, Valea Cheii i Vlăduceni. W 2011 roku liczyła 3992 mieszkańców.